# 박카스배 천원전
박카스배 천원전(天元戰)은 1996년 시작된 대한민국의 프로 바둑 기전이다. 스포츠조선이 주최하며, 동아제약의 협찬을 받는다. 우승자는 중국 천원전 우승자와 대결하는 한중 천원전 3번기에 참가할 수 있는 자격을 얻는다.
매일경제신문사의 주최로 1983년부터 1994년까지 열렸던 박카스배 프로기전의 후속 대회이다.
박카스배 한ㆍ중 바둑 미래 천원전이 창설됨에 따라 19기를 끝으로 종료되었다.

## 대회 형식
예선을 통과한 12명과 전기 시드 4명 등 16명이 단판 토너먼트로 본선을 치르며, 결승전은 3번기이다. 제한 시간 1시간, 초읽기 40초 3회가 주어지며, 덤은 6집 반이다.
우승자는 2500만원, 준우승자는 1200만원을 받는다.

## 역대 우승자

### 박카스배 프로기전
| 회수 | 연도 | 우승           | 전적 | 준우승         |
| ---- | ---- | -------------- | ---- | -------------- |
| 1    | 1983 | 조훈현 9단     | 3:0  | 서봉수 7단     |
| 2    | 1984 | (故)하찬석 7단 | 3:1  | 조훈현 9단     |
| 3    | 1985 | 조훈현 9단     | 3:0  | (故)하찬석 7단 |
| 4    | 1986 | 강훈(大) 7단   | 3:1  | 김인 9단       |
| 5    | 1987 | 조훈현 9단     | 3:0  | 문용직 4단     |
| 6    | 1988 | 조훈현 9단     | 3:0  | 장수영 8단     |
| 7    | 1989 | 조훈현 9단     | 3:0  | 유창혁 4단     |
| 8    | 1990 | 이창호 5단     | 3:0  | 유창혁 5단     |
| 9    | 1991 | 이창호 5단     | 3:1  | 서봉수 9단     |
| 10   | 1992 | 이창호 6단     | 3:0  | 윤현석 3단     |
| 11   | 1993 | 유창혁 6단     | 3:1  | 최규병 6단     |
| 12   | 1994 | 조훈현 9단     | 3:0  | 서봉수 9단     |

### 박카스배 천원전
| 회수 | 연도 | 우승       | 전적 | 준우승      |
| ---- | ---- | ---------- | ---- | ----------- |
| 1    | 1996 | 이창호 9단 | 3:2  | 조훈현 9단  |
| 2    | 1997 | 이창호 9단 | 3:0  | 조훈현 9단  |
| 3    | 1998 | 이창호 9단 | 3:1  | 최명훈 6단  |
| 4    | 1999 | 이창호 9단 | 3:0  | 서봉수 9단  |
| 5    | 2000 | 이세돌 3단 | 3:0  | 류재형 4단  |
| 6    | 2001 | 박영훈 2단 | 3:1  | 윤성현 7단  |
| 7    | 2002 | 송태곤 4단 | 3:2  | 조훈현 9단  |
| 8    | 2003 | 최철한 5단 | 3:1  | 원성진 5단  |
| 9    | 2004 | 최철한 9단 | 3:0  | 안달훈 6단  |
| 10   | 2005 | 고근태 3단 | 3:1  | 박정근 초단 |
| 11   | 2006 | 조한승 9단 | 3:1  | 이세돌 9단  |
| 12   | 2007 | 원성진 8단 | 3:1  | 강동윤 7단  |
| 13   | 2008 | 강동윤 9단 | 3:2  | 이세돌 9단  |
| 14   | 2009 | 박정환 4단 | 3:0  | 김지석 6단  |
| 15   | 2011 | 최철한 9단 | 3:0  | 이태현 3단  |
| 16   | 2012 | 최철한 9단 | 2:0  | 윤준상 9단  |
| 17   | 2013 | 박영훈 9단 | 2:1  | 최철한 9단  |
| 18   | 2014 | 박정환 9단 | 2:0  | 최철한 9단  |
| 19   | 2015 | 나현 5단   | 2:0  | 신민준 2단  |

## 같이 보기
- 중국위기천원전
- 천원전 (일본)